# Podvis, Smoljan
Podvis (bulgariska: Подвис) är ett distrikt i Bulgarien.   Det ligger i kommunen Obsjtina Smoljan och regionen Smoljan, i den södra delen av landet, 180 km sydost om huvudstaden Sofia.
I omgivningarna runt Podvis växer i huvudsak blandskog. Runt Podvis är det ganska glesbefolkat, med 47 invånare per kvadratkilometer.